# Daniel Bejar
Daniel Bejar (ur. 1972 w Vancouver) – kanadyjski muzyk, kompozytor i wokalista. Bejar znany jest z występów w supergrupie muzycznej The New Pornographers. Wraz z członkami grupy Frog Eyes oraz Wolf Parade stworzył inną supergrupę indierockową Swan Lake. Obecnie współpracuje również wraz ze swoją partnerką życiową Sydney Vermont's w grupie Bonaparte.

## Dyskografia

### Destroyer
- 1996 We'll Build Them a Golden Bridge
- 1997 Ideas for Songs (kaseta)
- 1998 City of Daughters
- 2000 Thief
- 2000 Streethawk: A Seduction
- 2002 This Night
- 2004 Your Blues
- 2005 Notorious Lightning & Other Works (EP)
- 2006 Destroyer's Rubies
- 2008 Trouble in Dreams
- 2009 Bay of Pigs  (EP)
- 2010 Archer on the Beach (EP)
- 2011 Kaputt